# Felipe Pigna
Felipe Isidro Pigna (Mercedes, Buenos Aires; 29 de mayo de 1959) es un escritor, divulgador histórico, profesor argentino, especializado en la historia de su país. Realiza trabajos en diversos formatos, y es considerado por el programa Ver para leer como el divulgador con más difusión popular en la Argentina de la actualidad.
Pigna es director del Centro de Difusión de la Historia Argentina de la Universidad Nacional de General San Martín, columnista de la radio Vorterix, director de la revista Caras y Caretas y consultor para América Latina del canal de televisión History.

## Biografía

### Comienzos
Pigna nació en Mercedes en 1959 donde vivió hasta los tres años cuando su familia se mudó a Azul y posteriormente a Córdoba. Su padre era gerente de la organización SADAIC, por lo que en su casa era frecuente la presencia de importantes músicos nacionales. Tiene tres hermanas. 
Se graduó de profesor de Historia en el Instituto Superior del Profesorado Joaquín V. González.

### Trayectoria en los medios
Fue columnista radial de Radio Mitre y Rock & Pop, labor por la cual obtuvo el premio Éter 2006 y 2007 al mejor especialista temático. Condujo en radio los programas “Historia Confidencial” por Radio Mitre y “Lo pasado pensado” en FM Rock & Pop, que obtuvo el premio Éter 2008 al mejor programa cultural de la radiofonía argentina. En Radio Nacional conduce “Historias de nuestra historia”.
En televisión ha conducido numerosos programas en canales de aire y cable de Argentina. En la Televisión Pública condujo “Encrucijadas” (1998), “Historia confidencial” (2001-2003), “Vida y vuelta” (2005-2006), “Lo pasado pensado” (2007-2008), “El espejo retrovisor” (2009),  “¿Qué fue de tu vida?” (2010-2013), "Si te he visto, no me acuerdo" (2014-2015), "Ver la historia" (2015), “Noticias de ayer” (2017) y "Archivo General de la emoción" (2021).
En [Canal Trece] y Telefe fue conductor, junto a Mario Pergolini, del ciclo "Algo habrán hecho por la historia argentina" (2005-2008) que obtuvo diversos premios. 
En 2010 cocondujo con Pedro Palou el programa Unidos por la Historia de History Channel. 
En 2019 conducía por El Nueve el programa Instantes de vida junto a Karina Mazzoco.
Es director del Centro de Difusión de la Historia Argentina de la Universidad Nacional del General San Martín. Su página web elhistoriador.com.ar se convirtió en el portal de historia más consultado en la Argentina. Es columnista de la edición dominical del diario Clarín de Buenos Aires.

## Filmografía
Televisión
- Encrucijadas (1998) ATC
- Historia confidencial (2001-2003) Canal 7
- Vida y vuelta (2005-2006) Canal 7
- Algo habrán hecho por la historia argentina (2005-2008) Canal Trece/Telefe
- Lo pasado pensado (2006-2007) Canal 7
- El espejo retrovisor (2009) TV Pública
- Unidos por la Historia (2010) History Channel
- ¿Qué fue de tu vida? (2010-2013) TV Pública Digital
- Si te he visto, no me acuerdo (2014-2015) TV Pública
- Ver la historia (2015) TV Pública/Canal Encuentro
- Noticias de ayer (2017) Televisión Pública Argentina
- Instantes de vida (2019-2020) El Nueve
- Archivo General de la emoción (2021-presente) Televisión Pública

Radio
- Historia confidencial (Radio Mitre)
- Lo pasado pensado (Rock & Pop)
- Historias de nuestra historia (Radio Nacional)

## Críticas
Considerado el más importante historiador de su generación, realizó grandes aportes en torno al estudio de la historia económica y social de Argentina y América Latina. En 2010 obtuvo en Madrid el Premio Manuel Alvar en el rubro Historia y Humanidades. En 2017 obtuvo el Premio Konex en Divulgación científica. En 2025 Felipe Pigna recibió el reconocimiento como “Personalidad Destacada de la Cultura” de Buenos Aires.
Es consultor para América Latina de The History Channel, director de la revista Caras y Caretas.
Los historiadores Tulio Halperín Donghi y Luis Alberto Romero critican su estilo por ser concurrente a los distintos medios de comunicación.

## Publicaciones
- El mundo contemporáneo (1999) ISBN 950-534-616-6
- Historia. La Argentina contemporánea (2000) ISBN 950-534-651-4
- Pasado en Presente (2001)
- Historia confidencial (2003)
- Los mitos de la historia argentina, cinco tomos (2004-2013)
- Lo pasado pensado (2006) ISBN 950-49-1432-2
- Evita (2007) ISBN 950-49-1798-4
- 1810 (2010) ISBN 9504925731
- Libertadores de América (2010) ISBN 9504925723
- La campaña del desierto (2010) ISBN 978-950-49-2338-1
- Mujeres tenían que ser (2011) ISBN 978-950-49-2755-6
- Evita, jirones de su vida (2012) ISBN 978-950-49-2879-9
- Al Gran Pueblo Argentino, Salud (2014)
- La voz del gran jefe - José de San Martín  (2014)
- Manuel Belgrano. El hombre del Bicentenario (2016)
- Mariano Moreno: La vida por la patria (2017)
- Mujeres insolentes de la historia (2019) ISBN 978-950-04-4016-5
- Gardel (2020) ISBN 978-950-49-7037-8
- Calles (2022) ISBN 978-950-49-7314-0
- Los granaderos de San Martin (2022) ISBN 978-987-8916-21-7
- Los Güemes y la Guerra de los Infernales (2023)

Fue guionista de una serie de libros de historietas sobre temas históricos argentinos, como medio de difusión de la historia para niños y adolescentes, incluidos temas como las Invasiones inglesas, la Revolución de Mayo y las biografías de Domingo Faustino Sarmiento, Martín Miguel de Güemes, José de San Martín, Manuel Belgrano e Hipólito Bouchard. 
Dirige la colección Biblioteca Emecé Bicentenario, que rescata escritos históricos de personajes de la talla de Manuel Belgrano o Mariano Moreno, entre otros.

## Premios y distinciones
| Programa / sitio                                                                                             | Premio                                       | Categoría                                    | Año   |
| --- | -------------------------------------------- | -------------------------------------------- | ----- |
| Algo habrán hecho por la historia argentina                                                                  | Martín Fierro                                | Mejor Programa Cultural                      | 2006. |
| Algo habrán hecho por la historia argentina                                                                  | Premio Clarín                                | Mejor Programa Periodístico                  | 2006. |
| Algo habrán hecho por la historia argentina                                                                  | Martín Fierro                                | Mejor Programa Cultural                      | 2007. |
| Algo habrán hecho por la historia argentina                                                                  | Premio Clarín                                | Mejor Programa Periodístico                  | 2009. |
| Cuál es? | Premio Éter                                  | Mejor Especialista temático                  | 2006. |
| Cuál es? | Premio Éter                                  | Mejor Especialista temático                  | 2007. |
| Cuál es? | Premio Éter                                  | Mejor Especialista temático                  | 2008. |
| Lo pasado, pensado                                                                                           | Premio Éter                                  | Mejor Programa Cultural.                     | 2008. |
| www.elhistoriador.com.ar                                                                                     | Premio Mate.ar                               | Mejor sitio de "Arte y Cultura" de Argentina | 2010. |
| Miranda, Belgrano, San Martín, Bolívar, O’Higgins. Vida y obra de los revolucionarios que pasaron por España | Premio Manuel Alvar de Estudios Humanísticos |                                              | 2010. |
| Unidos por la Historia                                                                                       | Martín Fierro de cable                       | Mejor Programa Documental                    | 2011. |
| Qué fue de tu vida                                                                                           | Martín Fierro                                | Mejor Programa Cultural Educativo            | 2013. |
| Diploma al mérito período 2007-2016                                                                          | Premio Konex                                 | Divulgación                                  | 2017. |